# Saskia Hamilton
Pour les articles homonymes, voir Hamilton.
Saskia Hamilton, né le 5 mai 1967 à Washington et mort le 7 juin 2023 est un poétesse et éditrice américaine.

## Biographie
Saskia Hamilton est titulaire d’une licence du Kenyon College, puis d’une maîtrise d'anglais et de création littéraire à l'Université de New York, obtenue grâce à une bourse Beinecke Memorial pour des études supérieures. Elle obtient également un doctorat de l'Université de Boston.
De 1992 à 1997, elle travaille comme coordinatrice pour la poésie et les conférences à la bibliothèque Folger Shakespeare. Elle intègre ensuite  comme directrice associée puis directrice de ses programmes littéraires, la Lannan Foundation, fondation familiale dédiée à la liberté, la diversité et la créativité culturelles à travers des projets qui soutiennent des artistes et des écrivains contemporains exceptionnels, ainsi que des activistes autochtones originaires des communautés indigènes rurales. Elle enseigne une année au Kenyon College, puis une autre année au Stonehill College.
Vice-présidente de l'établissement, elle enseigne également l'anglais, et œuvre comme directrice des femmes poètes du Barnard College. Elle est la rédactrice en chef de la revue Literary Imagination.

## Carrière littéraire
Saskia Hamilton est l'auteure de trois recueils de poèmes : As for Dream (2001), Divide These : Poems (2005), et la rétrospective Canal : New and Selected Poems 1993-2005 (2005). Ses vers ont également été publiés dans de nombreuses revues de poésie parmi les plus respectées, dont Ploughshares, Kenyon Review, The New Yorker et le New York Times Book Review. En 2009, elle est lauréate de la bourse Guggenheim,.
En qualité d'éditrice, Saskia Hamilton est à l’origine de la publication The Letters of Robert Lowell (2005). Elle co-édite avec Thomas Travisano, l'ouvrage Words in Air : The Correspondence of Elizabeth Bishop and Robert Lowell (2010). Elle s’intéresse à Robert Lowell lors de l'obtention de la bourse Bunting en 1999. en faisant des recherches sur ses lettres dans les bibliothèques de l'Université Harvard,,.
En 2018, Saskia Hamilton poursuit son immersion dans l'univers poétique d'Elizabeth Bishop et Robert Lowell avec la publication The Dolphin Letters, 1970-1979 (2018) et The Dolphin, Two Versions 1972-1973 (2019),,.

## Publications

### Recueils de Poèmes
- As for Dream, Graywolf Press, 63p, 2001,  (ISBN 978-1-55597-316-2)
- Divide These, Graywolf Press, 59p, 2005,  (ISBN 978-1-55597-422-0)
- Canal, Arc Publications, 104p, 2005,  (ISBN 978-1-904614-15-9)
- Corridor, Graywolf Press, 72p, 2014,  (ISBN 978-1-55597-675-0)

### Éditions
- The Letters of Robert Lowell de Robert Lowell, sous la direction de Saskia Hamilton, Farrar Straus and Giroux, 852p, 2005,  (ISBN 978-0374185466)
- Words in Air : The Correspondence of Elizabeth Bishop and Robert Lowell, sous la direction de Saskia Hamilton et Thomas Travisano, Farrar Straus and Giroux, 875p, 2010,  (ISBN 978-0374531898)
- The Dolphin Letters, 1970-1979, Farrar Straus and Giroux, 560p, 2018,  (ISBN 978-0374141264)
- The Dolphin, Two Versions 1972-1973, Farrar Straus and Giroux, 224p, 2019,  (ISBN 9780374538279)

## Hommage
En 2010, Saskia Hamilton a fait l'objet d'une chanson éponyme sur le dixième titre de l'album collaboratif Lonely Avenue de Ben Folds/Nick Hornby.

## Distinctions
- 2000 : Bourse de l'Institut Radcliffe pour les études avancées
- 2007 : Bourse de la Fondation nationale pour les arts
- 2009 : Bourse Guggenheim